# Туровский, Роман Михайлович
Роман Михайлович Туровский (род. 16 мая 1961, Киев) — американский художник и композитор-лютнист.

## Биография
Заниматься изобразительным искусством начал с раннего детства под руководством своего отца художника Михаила Сауловича Туровского. Художественное образование продолжил в Киевском художественном институте.
C 1979 года живёт в Нью-Йорке, США, где после эмиграции окончил Школу дизайна Парсонса (Parsons School of Design), параллельно занимаясь музыкальной композицией и игрой на барочной лютне у Патрика О’Брайена, Леонида Грабовского, Пьера Луиджи Чимма и Давиде Заннони.
Началом 1990-х датированы его первые музыкальные сочинения и развитие творческой деятельности как художника, работающего в жанре абстрактно-фигуративной живописи. Картины Туровского демонстрировались на многочисленных групповых выставках.
Первая персональная выставка его работ состоялась в Нью-Йорке в июне 2006 года, a вторая — в феврале 2013-го.
Бо́льшая часть музыкальных композиций Туровского написана в традиционном для барочной лютни стиле. Среди многочисленных вокальных и инструментальных работ композитора — более 600 переложений украинских народных песен для торбана, барочной и ренессансной лютни. Начиная с 1996 года, подписывает свои музыкальные сочинения фамилией «Sautscheck», являющейся немецкой транслитерацией второй части его собственной фамилии (Савчук).
Музыка Туровского, изданная и исполненная под этим аллонимом лютнистами Лукой Пьянка, Робертом Барто, Робертом МакКиллопом, Стефаном Лундгреном, Индржихом Мачеком и Симоном Паулюсом, и гитаристом Анджело Барричелли получила признание, наряду с обвинениями в предумышленной мистификации. Также использует аллонимы «Ioannes Leopolita» и «Jacobus Olevsiensis».
Как исполнитель-лютнист Туровский выступает в составе «New York Bandura Ensemble» Юлиана Китастого.
В декабре 2011 и январе 2013 голландская радиостанция Concertzender провела бенефис Туровского.

## Художник кино
Участвовал в качестве сценографа в съёмках фильма Джима Джармуша «Пёс-призрак: путь самурая».

## Ассоциации
Один из основателей Vox Saeculorum и Delian Society, двух международных творческих объединений, чья деятельность направлена на сохранение традиции сочинения тональной музыки.

## Дискография
- Scott Saari — «Fantasma Pacem» (Polyhymnion CD004, USA 2023)
- Volodymyr Voyt — «Pulchritudo In Tempore Belli» (Polyhymnion CD003, USA 2023)
- Massimo Marchese «Dialogues with Time» (DaVinci Classics CD00028, Italy/Japan 2017)
- Chrostopher Wilke «De Temporum Fine Postludia II» (Polyhymnion CD002, USA 2019)
- Chrostopher Wilke «De Temporum Fine Postludia» (Polyhymnion CD001, USA 2016)[7][8]
- Daniel Shoskes «Weiss Undercover» (USA, 2016)
- Daniel Shoskes «Lautenschmaus» CD (USA, 2011)
- Angelo Barricelli «From Borderlands» (Lira Classica, Italy, 2008)
- Thomas Schall «Die Laute im Barock» LCCD 0202 (The Lute Corner, Switzerland, 2002)